# Cristian Gabriel Fernández
Cristian Gabriel Fernández Parentini (n. Buenos Aires, Argentina, 15 de julio de 1979) es un exfutbolista argentino. Jugaba de centrocampista y militó en diversos clubes de Argentina, Chile, Bolivia, España e Italia.

## Clubes
| Club                                   | País      | Año         |
| -------------------------------------- | --------- | ----------- |
| Huracán                                | Argentina | 1998 - 2003 |
| Venezia                                | Italia    | 2003 - 2004 |
| Racing Club                            | Argentina | 2004 - 2005 |
| Audax Italiano                         | Chile     | 2005 - 2006 |
| Lleida                                 | España    | 2006 - 2007 |
| Spezia                                 | Italia    | 2008        |
| Aurora                                 | Bolivia   | 2009 - 2010 |
| Huracán                                | Argentina | 2010 - 2012 |
| Defensores de Belgrano (Villa Ramallo) | Argentina | 2012 - 2013 |
| UAI Urquiza                            | Argentina | 2013 - 2014 |